# Barbara Raetsch
Barbara Raetsch (née le 21 octobre 1936 à Pirna) est une peintre allemande. Elle vit depuis 1958 à Potsdam.

## Biographie
Barbara Raetsch obtient l'abitur et effectue un apprentissage d'assistante technique en horticulture à Dresde-Pillnitz. En 1958, elle épouse le peintre Karl Raetsch et s'installe avec lui à Potsdam. Depuis lors, elle est très impliquée dans la peinture et les techniques graphiques. Ils donnent naissance à deux fils, Bruno en 1962 et Robert en 1964. De 1970 à 1974, elle travaille comme assistante de direction aux palais et jardins de Potsdam-Sanssouci.

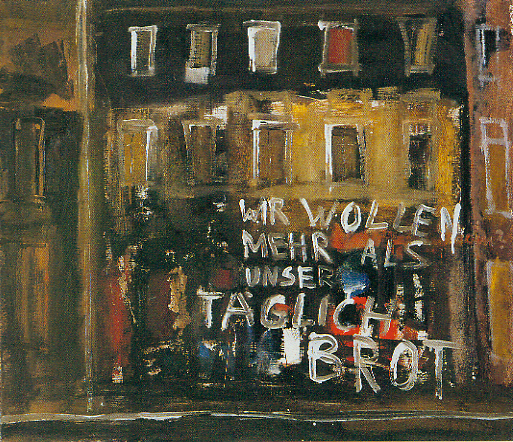
Abrisshaus II, 1996

À partir de 1970, elle s’intéresse activement à la peinture et, à partir de 1974, aux eaux-fortes. Barbara Raetsch est peintre indépendante depuis 1977 et est membre de l'Association des artistes visuels de la RDA (VBK).
Karl et Barbara Raetsch installent leur atelier et leur galerie dans l'ancienne chapelle du cimetière de Potsdam-Hermannswerder jusqu'en 2013. À partir de 1990, Barbara et Karl Raetsch invitent des artistes à exposer leurs œuvres dans leur atelier.

## Source de la traduction
- (de) Cet article est partiellement ou en totalité issu de l’article de Wikipédia en allemand intitulé « Barbara Raetsch » (voir la liste des auteurs).